# Bitva u Falkirku (1746)
Bitva u Falkirku (1746) (skotskou gaelštinou: Blàr na h-Eaglaise Brice) je známá také jako druhá bitva u Falkirku (první bitva u Falkirku se konala 22. července 1298). Tato se konala 17. ledna 1746 a byla součástí skotského povstání Jakobitů v roce 1745. Přestože výsledek bitvy byl považován za taktické vítězství povstalců, mělo ve skutečnosti jen malý politický dopad. Začátkem ledna obléhala jakobitská armáda hrad Stirling. Dne 13. ledna proti nim postupovaly směrem na sever od Edinburghu vládní síly pod velením generála Henryho Hawleye. Do Falkirku dorazil Hawley 15. ledna a jakobité zaútočili 17. ledna pozdě odpoledne. Hawleyovo levé křídlo, které bojovalo v terénu s těžkým sněhem, ustoupilo, ale jeho pravé křídlo se udrželo. V nastalém zmatku nedokázali jakobité Angličany pronásledovat, dovolili vládním jednotkám ustoupit a zformovat své síly v Edinburghu. Když 30. ledna Angličané znovu dorazili k hradu, jakobité ukončili obléhání a ustoupili do Inverness. Povstání bylo ukončeno bitvou u Cullodenu 16. dubna 1746. V současnosti je bitevní pole chráněno skotskou vládou v rámci zákona o historickém prostředí, resp. dodatkem z roku 2011.

## Příčiny

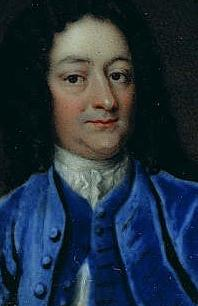
Henry Hawley, velitel vládních sil u Falkirku

Přestože invaze do Anglie přinesla jakobitům jen materiální výhody, obsazení města Derby a návrat do Skotska znamenal značný vojenský úspěch, což jim především přivedlo nové rekruty. Když koncem listopadu John Drummond, 4. vévoda z Perthu dorazil z Francie, přivezl pouze zbraně, peníze a 150 irských a skotských plavidel. Začátkem ledna měli jakobité skvělou bojovou morálku a počet jejich vojáků byl mezi 8 000 až 9 000 muži. Vítězství v bitvě u Inverurie z 23. prosince 1745 vynesl jakobitům dočasnou kontrolu na severovýchodě a nyní se pokusili rozšířit svou moc ze skotských Highlands i do Lowlands. Jejich cílem byl hrad Stirling, jeden z nejsilněji opevněných hradů ve Skotsku, jenž měl zásadní strategický význam. Z hradu bylo možno kontrolovat území mezi Skotskou vysočinou (Highlands) a skotskou nížinou (Lowlands).

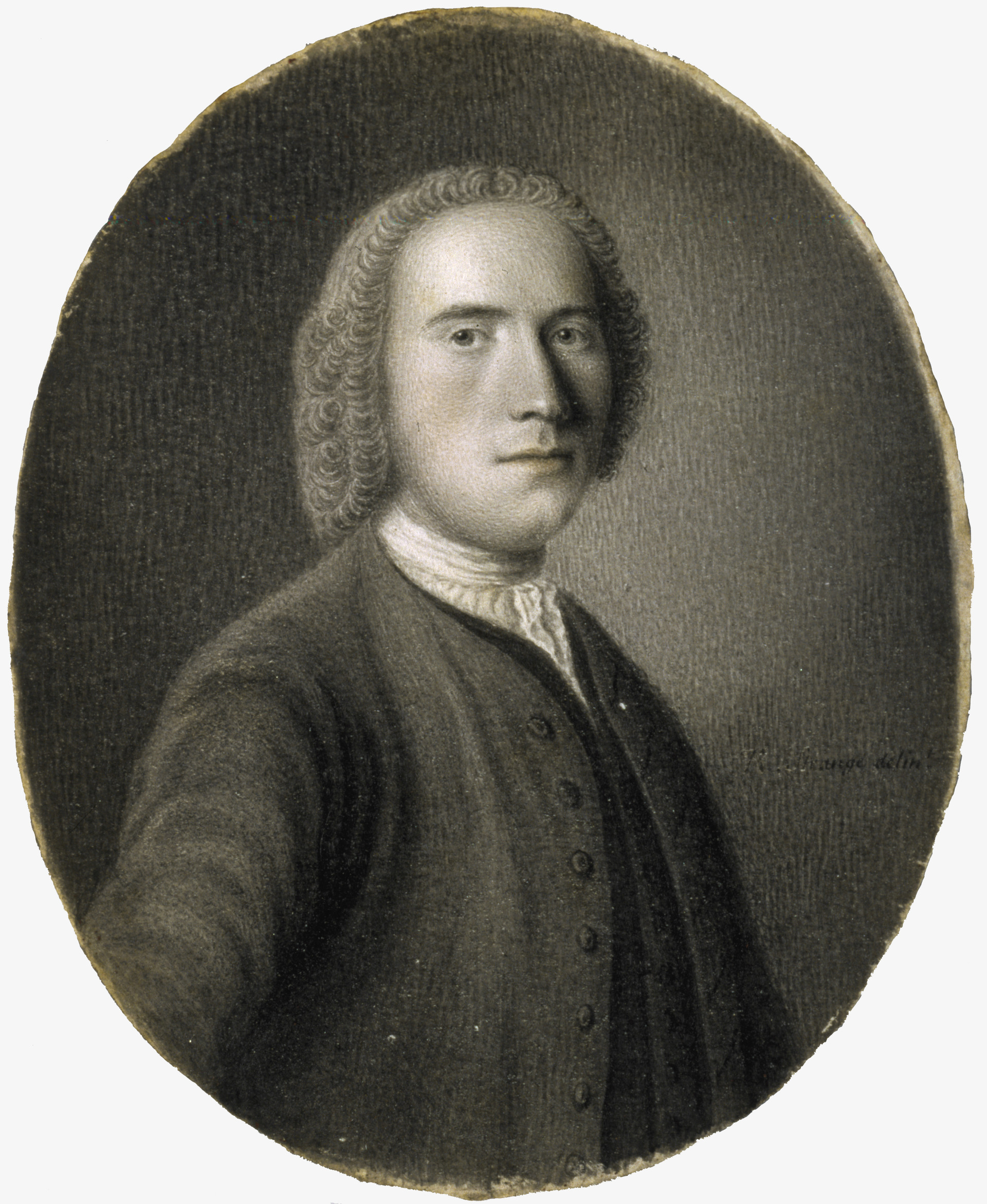
Sir George Murray, velitel Jakobitů u Falkirku

Skotská armáda se rozdělila na dvě části. Jedna odešla 4. ledna z Glasgow k hradu Stirling, kde se setkala s Drummondovými jednotkami. Lord George Murray a druhá část armády pochodovala směrem na Falkirk a pak se otočila na sever směrem k městu Stirling. U skotského lorda Davida Wemysse v Linlithgow zanechali jízdní jednotku, aby hlídkovala na silnici do Edinburghu. Zbytek druhé části armády prošel Kilsyth a pokračoval do Bannockburn, kde princ Karel Eduard Stuart založil své sídlo v domě Bannockburn House, který vlastnil jakobita Sir Hugh Paterson. Město Stirling se rychle vzdalo, ale hrad byl se silnou obranou a posádkou 600 až 700 vojáků pod velením Williama Blakeneyho, zkušeného a odhodlaného irského veterána, mnohem větší výzvou. Obléhací operace začaly 8. ledna, ale z řady důvodů byl postup obléhání pomalý. Dne 13. ledna nařídil Henry Hawley, vládní velitel ve Skotsku, svému zástupci generálmajorovi Johnu Huskemu a 4 000 mužům postupovat na Stirling. Hawley následoval Huskeho s dalšími 3 000 muži. Do Falkirku dorazili 15. ledna a utábořili se hned za městem; Murray se stáhl do Plean Muir, jihovýchodně od Bannockburn, kde se k němu připojili princ Charles a John William O'Sullivan s těmi jednotkami, které mohly být postrádány při obléhání.

## Bitva

Schematická mapa bitvy

Nedostatky ve vedení na obou stranách měly na bitvu významný dopad. Hawley velel dragounům v bitvě na planině Sheriffmuir v roce 1715 a přeceňoval zranitelnost skotských horalů – Highlanders – vůči jízdě, zatímco naprosto podceňoval jejich bojové schopnosti. Ani velení skotské armády nebylo jednotné. Na jedné straně stál princ Karel Eduard (Charles Edward) a jeho exiloví poradci. Na straně druhé byli rodilí Skoti. Několik Charlesových rádců dokonce otevřeně tvrdilo, že Murray je zrádce. Když se Hawleyovi nepodařilo zaútočit 16. ledna, Murray, princ Charles a O'Sullivan souhlasili s útokem ráno 17. ledna. Někteří vojáci z Drummondových oddílů pochodovali na Stirling, aby odrazili vládní síly, zatímco Murray se svými Highlanders zaujal pozici na jihu na vyvýšeném místě nad táborem. Pomohl jim Hawleyho předpoklad, že vládní síly se neodváží zaútočit jen na míli daleko od Callendar House. Na pozice dorazili ve 12:00, pak se zastavili. Ve 14:30 Hawley zjistil, že situce se změnila. Počasí se náhle zhoršilo, začalo silně pršet a sněžit, a přímo do tváře Hawleyových jednotek vál silný vítr.

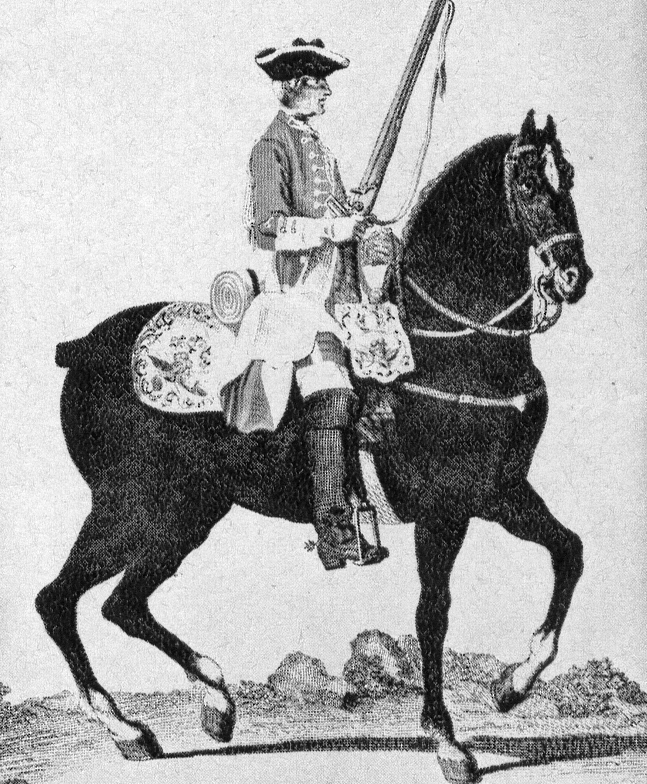
Briští dragouni, kolem roku 1742, stejně jako v předchozích bitvách se ukázalo, že nejsou schopni bojovat s Highlanders

Vládní síly se přesunuly na jih k Maggie Wood's Loan kolem Bantaskin House na svah hřebene Falkirku. Přes jejich selhání v bitvě u Prestonpansu z 21. září 1745, jeli dragouni vpředu a jejich velitel Francis Ligonier je údajně viděl jako “ty absolutně nejlepší ze všech.” Jejich koně ovšem změnily cestu v bahno, pěchota se tudíž zpomalila a jednotky vezoucí těžké zbraně a jedoucí jako poslední zapadaly do bahna, odkud byly namáhavě vyprošťovány a opožďovaly se ještě více. Déšť také způsobil navlhnutí prachu do mušket, patrony byly vlhké; později bylo odhadováno, že pouze jedna ze čtyř mušket byla schopná střelby. Dragouni se zastavili na opačné straně svahu, s bažinou po jejich levé straně, zatímco pěchota byla rozmístěna po pravé straně (viz mapa). Přední linie se skládala z dragounů, pak šesti praporů pěchoty, [a] druhá linie s pěti dalšími pěšími prapory, [b] Howardovým regimentem. Za nimi pak stálo 1 000 mužů argyllské milice. Zkušená glasgowská milice nebyla považována za vojáky frontové linie a muži byli rozmístěni několik stovek yardů vlevo za dragouny.
Proti nim stáli v první linii horalé z regimentu Highlands, [c] za nimi muži z regimentu Lowlands, [d] z malého počtu mužů kavalérie a za nimi stálo 150 vojáků z French Irish Brigade, které vedl lord Mountcashel. Murray sesedl z koně a pochodoval s MacDonaldovým pravým křídlem naproti dragounům; chtěl se ujistit, že udrží linii a nařídil, aby jejich přední řady nevystřelily dokud nedostanou jeho rozkaz. Murray později prohlásil, že pozice horalů jim zajistila, že „Higlands regiment měl na své straně všechny výhody, které jim mohla příroda nebo štěstí poskytnout.“ Nicméně tyto výhody byly ztraceny špatnou koordinací a Drummond, který byl jmenován velitelem levého křídla jakobitů, po začátku bitvy chyběl. Dorazil sice brzy poté, ale to znamenalo, že Murray neměl na začátku bitvy vyššího velitele. Murray naléhal na prince Charlese, aby jmenoval někoho jiného, ale nebyl vyslyšen.

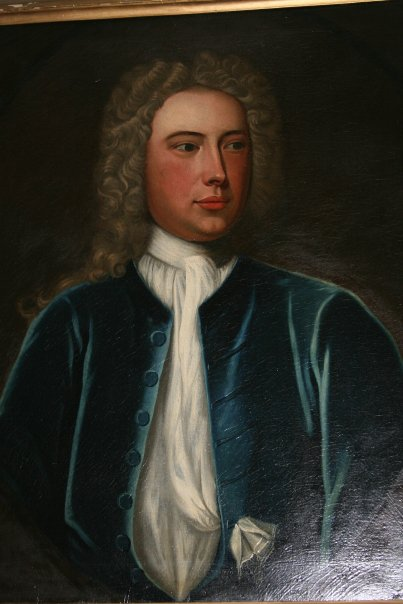
Sir Robert Munro, 6. baronet z Foulis, bojoval proti návratu Stuartovců na angl. trůn (1684–1746); zabit při pronásledování i se svým mladším bratrem Duncanem, pohřben v St Modan's, Falkirk

Hned po 16:00 zaútočil Ligonier a jeho tři pluky dragounů na MacDonaldovy dragouny, kteří čekali až se Ligonierovi muži dostanou na dostřel jejich pistolí. Vystřelili jedinou salvu. Stejně jako u Prestonpans ve zmatku uprchli; Cobhamův regiment, omezovaný bažinou po jejich levici, táhl na sever, zatímco další dva regimenty prchaly přes linii formující se pěchoty. Za několik minut bylo celé levé křídlo smeteno; jediné, co zbývalo, aby jakobité dosáhli ohromného vítězství, bylo zničit pravé křídlo Hawleye. MacDonald a celá přední linie se však stáhla z kopce a začali rabovat vládní tábor, zatímco pro špatnou viditelnost a nepřehledný terén Murray nedokázal zjistit, kdo je kde. Tři prapory pod velením Huskeho a Cholmondeleye stále držely své pozice, chráněni roklí odrážely útoky jakobitů zleva. Jakobité zde pro změnu také uprchli a podle O'Sullivana se jich většina nezastavila, dokud nedorazili do Stirlingu, „kde hořekovali, že ztratili den“. Bitvu ukončila tma, pokračující bouře a obecný zmatek na obou stranách; Hawley zpočátku ustoupil do Falkirku, ale většina jeho armády byla ještě stále na cestě do Linlithgow a nakonec se vrátili do Edinburghu, kde se znovu formovali. Velitel dělostřelectva kapitán Archibald Cunningham opustil boj, nasedl na koně a prchl. Později spáchal sebevraždu, přeřízl si tepny. Nemocný Ligonier, který opustil své lůžko v Edinburghu, aby převzal velení, krátce nato zemřel, pravděpodobně k tomu přispělo i špatné počasí. Pro špatné počasí také Cholmondeley utrpěl těžké podchlazení. Stejně jako ve většině bitev té doby zahynulo mnoho obětí při pronásledování. Stejná situace se opakovala i v dubnu v bitvě u Cullodenu, ale tam se role obrátily. Počet obětí je obvykle udáván takto: jakobité měli 50 mrtvých a 80 zraněných, vládní síly měly kolem 70 mrtvých, plus dalších 200–300 zraněných nebo pohřešovaných. Dvacet mrtvých byli důstojníci, včetně sira Roberta Munroea a jeho mladšího bratra Duncana, kteří byli zabiti během pronásledování a později byli pohřbeni ve farním kostele Skotské církve ve Falkirku.

## Následky

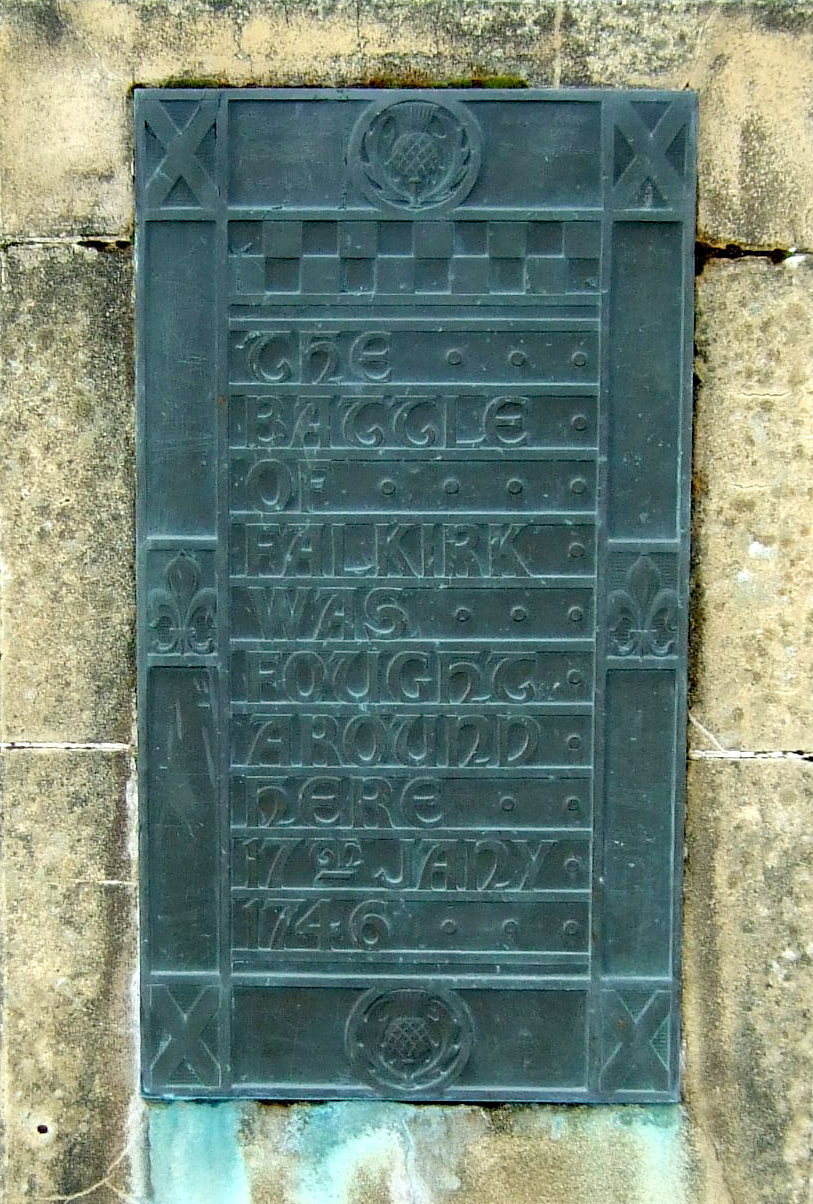
Pamětní deska bitvy u Falkirku

Jakobité slavili úspěch. Bitva u Falkirku je však často popisována jako „propadlé“ vítězství, protože zmatené příkazy a špatná koordinace je připravily o poslední příležitost rozhodně porazit jejich soupeře. Jedním z faktorů byl zmatek v informaci o výsledku bitvy; na levém boku si princ Charles a O'Sullivan zpočátku mysleli, že byli poraženi. Murray veřejně obviňoval Drummonda z toho, že přijel pozdě a nepodpořil jeho úspěch na pravém boku, zatímco Drummond obviňoval Murraye z toho, že tři MacDonaldovy pluky selhaly v útoku. Murray také obvinil O'Sullivana ze zbabělosti, Sheridan si stěžoval že mu sebral „část levého křídla“. Uprostřed těchto obvinění se princ Charles vrátil do Bannockburn, kde onemocněl a nechal Murraye a Highlandery ve Falkirku. Dne 29. ledna dorazil do Edinburghu Vilém August Hannoverský, vévoda z Cumberlandu, a převzal velení. Mnoho vojáků bylo později popraveno za dezerci; Hawleyovo špatné vedení materiálně pomohlo jakobitům, ale na rozdíl od britského generála Sira Johna Copeho nikdy nestál před válečným soudem (před soudem stál v roce 1746 po jeho porážce v bitvě u Prestonpans, první významné bitvě jakobitů v září 1745). Ačkoli osvobozený soudním válečným stanem v 1746, toto skončilo jeho kariéru jako polní důstojník; v 1751, on byl jmenován guvernérem Limerick posádky a zástupce Viscount Molesworth, velitel armády v Irsku. Zemřel v Londýně 28. července 1760.
Spisovatel Horace Walpole (1717–1792) tvrdil, že „vina Hawleye je padesátinásobná, neboť Cope ztratil bitvu svou neschopností, Hawley svou drzostí a nedbalostí“. Povstalci si neuvědomili, že zatímco vojenské závazky jednotlivých klanů ke spolku umožnily náčelníkům poskytnout v krátkém čase mnoho bojovníků, válečný závazek byl krátkodobý a nepočítal s trváním přes zimu. Po úspěšné bitvě stejně jako u Prestonpans se mnozí vrátili domů, aby si zajistili kořist a ani náčelníci šéfové klanu nemohli po bitvě u Falkirku zabránit podobné záplavě „dezercí“. Když vévoda z Cumberlandu obnovil svůj postup 30. ledna, princ Charles požádal Murraye, aby připravil bitevní plán, ale bylo mu řečeno, že armáda není připravená k boji. To zničilo poslední zbytky důvěry mezi oběma stranami; 1. února 1746 bylo obklíčení Stirlingu ukončeno a jakobité ustoupili do Inverness.

## Poznámka
1. ↑  Brigáda francouzské královské armády složená z irských exulantů, vzniklá v květnu 1690. Pluky zahrnující irskou brigádu si udržely své zvláštní postavení jako cizí jednotky ve francouzské armádě až do roku 1791.V tomto článku byl použit překlad textu z článku French Irish Brigade na anglické Wikipedii.